# Luxemburg op de Olympische Zomerspelen 1968
Luxemburg nam deel aan de Olympische Zomerspelen 1968 in Mexico-Stad, Mexico. De vijf deelnemers boekten geen grote successen.

## Deelnemers en resultaten

### Atletiek
| Olympiër     | Discipline            | Resultaat | Prestatie |
| ------------ | --------------------- | --------- | --------- |
| Charles Sowa | 20km snelwandelen (m) | 19e       | 1:40.17,0 |
| Charles Sowa | 50km snelwandelen (m) | 16e       | 4:44.45,2 |

### Schermen
| Olympiër       | Discipline | Resultaat | Prestatie                                   |
| -------------- | ---------- | --------- | ------------------------------------------- |
| Colette Flesch | floret (v) | 26e       | 1ste ronde groep E: 5de met 2 overwinningen |

### Schietsport
| Olympiër      | Discipline  | Resultaat | Prestatie                          |
| ------------- | ----------- | --------- | ---------------------------------- |
| Nicolas Klein | 50m pistool | 30e       | kwalificatie: 30ste met 543 punten |

### Wielersport
| Olympiër     | Discipline       | Resultaat | Prestatie  |
| ------------ | ---------------- | --------- | ---------- |
| Roger Gilson | wegwedstrijd (m) | 54e       | 5:05.12,29 |

### Zwemmen
| Olympiër       | Discipline          | Resultaat | Prestatie               |
| -------------- | ------------------- | --------- | ----------------------- |
| Arlette Wilmes | 100m schoolslag (v) | 27e       | serie 5: 6de in 1.24,4  |
| Arlette Wilmes | 200m schoolslag (v) | 27e       | serie 5: 6de in 3.06,27 |

Afghanistan · Algerije · Amerikaanse Maagdeneilanden · Argentinië · Australië · Bahama's · Barbados · België · Bermuda · Birma · Bolivia · Bondsrepubliek Duitsland · Brazilië · Brits-Honduras · Bulgarije · Canada · Centraal-Afrikaanse Republiek · Ceylon · Chili · Colombia · Congo-Kinshasa · Costa Rica · Cuba · Denemarken · Dominicaanse Republiek · Duitse Democratische Republiek · Ecuador · El Salvador · Ethiopië · Fiji · Filipijnen · Finland · Frankrijk · Ghana · Griekenland · Groot-Brittannië · Guatemala · Guinee · Guyana · Honduras · Hongarije · Hongkong · Ierland · IJsland · India · Indonesië · Irak · Iran · Israël · Italië · Ivoorkust · Jamaica · Japan · Joegoslavië · Kameroen · Kenia · Koeweit · Libanon · Libië · Liechtenstein · Luxemburg · Madagaskar · Maleisië · Mali · Malta · Marokko · Mexico · Monaco · Mongolië · Nederland · Nederlandse Antillen · Nicaragua · Nieuw-Zeeland · Niger · Nigeria · Noorwegen · Oeganda · Oostenrijk · Pakistan · Panama · Paraguay · Peru · Polen · Portugal · Puerto Rico · Roemenië · San Marino · Senegal · Sierra Leone · Singapore · Soedan · Sovjet-Unie · Spanje · Suriname · Syrië · Taiwan · Tanzania · Thailand · Trinidad en Tobago · Tunesië · Turkije · Tsjaad · Tsjecho-Slowakije · Uruguay · Venezuela · Verenigde Arabische Republiek · Verenigde Staten · Vietnam · Zambia · Zuid-Korea · Zweden · Zwitserland